# Vladímir Tukmàkov
Vladímir Borisovitx Tukmàkov (Odessa, 5 de març de 1946), és un jugador d'escacs jueu ucraïnès, que va jugar sota bandera soviètica, i que té el títol de Gran Mestre des de 1972.

## Resultats destacats en competició
La seva carrera va començar a destacar quan primer va ajudar, i després va liderar, l'equip de l'URSS que va assolir guanyar consecutivament el Campionat del món d'estudiants per equips, entre els anys 1966 i 1972, guanyant un total de nou medalles d'or en el procés.
Els 1970 i 1980 va representar diversos cops l'equip soviètic absolut, i també va guanyar diverses medalles d'or. En la seva única aparició a les olimpíades d'escacs, a Atenes 1984, hi va guanyar la medalla d'or per equips. També va participar en el Campionat d'Europa per equips els anys 1973, 1983 i 1989, i hi obtingué en total 5 medalles d'or, (tres per equips i dues d'individuals).
Entre els seus millors resultats en torneigs internacionals, hi ha un segon lloc (rere Fischer) a Buenos Aires 1970, 2n (rere Kàrpov) a Madrid 1973, 1r (ex aequo amb Jansa i Ivkov) al torneig Amsterdam IBM de 1974, 1r a Decin 1977, 1r (ex aequo amb Sax) a Las Palmas 1978, 1r a Vilnius 1978 i 1r a Malta 1980. Al torneig Zonal d'Erevan 1982, hi fou 2n (empatat amb Lev Psakhis, el campió fou Iussúpov), i 2n (empatat) a Tilburg 1984 (el campió fou Miles). Va guanyar el Torneig de Reggio Emilia de 1987/88 i també el torneig OHRA-B d'Amsterdam 1990, empatat al primer lloc amb Judit Polgár. Els anys 1989 i 1994 es proclamà campió del fort Campionat d'escacs obert del Canadà.
Al fort torneig d'escacs actius de Gijón 1988, hi va demostrar que també era un bon jugador de ràpides, acabant-hi primer ex aequo amb Anatoli Kàrpov.
Va estar molt a prop d'esdevenir Campió de la Unió Soviètica en tres ocasions: a Riga 1970, Bakú 1972 i a Moscou 1983, anys en què fou finalment superat, respectivament, per Kortxnoi, Tal i Kàrpov. Sí que aconseguí ser Campió d'Ucraïna, el 1970.
Al Matx d'escacs Rússia (URSS) vs Resta del Món de Londres 1984, hi va fer una sorprenent però important contribució. Tot i que partia com un suplent amb número baix de l'equip soviètic, va haver de substituir Smislov al quart tauler, i després Polugaevsky al tercer tauler. Com a resultat, va tenir una bona actuació, i va guanyar en el marcador 1½/2 contra Ljubojević i va fer ½/1 contra Kortxnoi.
El 1993 va formar part de l'equip d'Ucraïna que va obtenir la medalla d'argent al Campionat del món per equips a Lucerna. El 2000 va guanyar al Festival d'Escacs d'Arco, superant entre d'altres Roman Slobodjan, Ventzislav Inkiov, Leonid Gofshtein i Stefan Djuric.
Fou capità (sense jugar) de l'equip d'Ucraïna que va vèncer a l'olimpíada de Calvià de 2004. El mateix any la FIDE li va atorgar el títol de FIDE Senior Trainer, el màxim títol d'entrenador internacional.
Tot i que actualment ja no està massa actiu, el 2007 encara mantenia un Elo competitiu (de 2551 l'octubre de 2007). Al fortíssim torneig d'escacs ràpids d'Odessa de 2007, va començar molt bé, entaulant amb Korchnoi i vencent els forts Smirin i Bacrot. De tota manera, el cansament el va afectar, i va perdre la resta de les seves partides.